# Milngavie
Milngavie (Schots-Gaelisch: Muileann-Ghaidh) is een dorp in de Schotse council East Dunbartonshire in het historisch graafschap Dunbartonshire. Milngavie ligt ongeveer 10 kilometer ten noordoosten van Glasgow en had in 2020 een populatie van ongeveer 13 000.
Milngavie wordt bediend door een spoorwegstation op de North Clyde Line
In Milngavie ligt het zuidelijke begin/eindpunt van de West Highland Way.